# Аппій Клавдій Пульхр (консул 212 року до н. е.)
Аппій Клавдій Пульхр (250 до н. е. — 211 до н. е.) — політичний та військовий діяч Римської республіки, учасник Другої Пунічної війни.

## Біографія
Походив з патриціанського роду Клавдіїв. Син Публія Клавдія Пульхра, консула 249 року до н. е. У 217 році до н. е. стає курульним еділом. У 216 році до н. е. на посаді військового трибуна брав участь у битві при Каннах. Після розгрому римського війська врятувався і втік до м. Канузій, де, разом з Публієм Сципіоном, узяв на себе командування залишками війська. У 215 році до н. е. Клавдій обирається претором. На цій посаді був спрямований на Сицилію з легіонами, сформованими з тих, що вижили після Канн. Напав на Локри, щоб перешкодити підвозу підкріплень для Ганнібала, але не зумів взяти місто. Намагався відрадити Сіракузького царя Гієроніма від союзу з Карфагеном, проте зазнав невдачі.
У 214—213 роках до н. е. воював на Сицилії під командуванням Марка Клавдія Марцелла. Під час облоги Сіракуз керував сухопутною армією, брав участь у взятті м. Леонтіни.
У 212 році до н. е. було обрано консулом (разом з Квінтом Фульвієм Флаком). На цій посаді був спрямований у Кампанію, де вів облогу м. Капуя. Наприкінці року повернувся до Риму, де провів консульські вибори. У 211 році до н. е. продовжив облогу Капуї з повноваженнями проконсула. Відбив спробу Ганнібала деблокувати місто, але був поранений у груди. Залишився під Капуєю, тоді як його колега Флак повів частину армії захищати Рим від Ганнібала. Після капітуляції Капуї висловлювався за м'яке й помірне поводження з кампанськими сенаторами, але не зміг протистояти суворим заходам Флака. Незабаром після падіння міста помер від поранень.

## Родина
- Клавдія
- Аппій Клавдій Пульхр, консул 185 року до н. е.
- Публій Клавдій Пульхр, консул 184 року до н. е.
- Гай Клавдій Пульхр, консул 177 року до н. е.